# Anders Boesen
Anders Boesen (* 6. März 1976) ist ein dänischer Badmintonspieler.

## Karriere
Anders Boesen gewann 1988 seinen ersten Titel bei den dänischen Einzelmeisterschaften der Junioren der U13. Bei den Europameisterschaften 2002 und 2004 gewann er jeweils Bronze im Herreneinzel. Des Weiteren siegte er bei den Hungarian International und den Belgian International.

## Sportliche Erfolge
| Saison    | Veranstaltung                                    | Disziplin    | Platz | Name                                                  |
| --------- | ------------------------------------------------ | ------------ | ----- | ----------------------------------------------------- |
| 1987/1988 | Dänemark: Einzelmeisterschaften der Junioren U13 | Herrendoppel | 1     | Anders Boesen, Holte / Lars Paaske, Ølstykke          |
| 1987/1988 | Dänemark: Einzelmeisterschaften der Junioren U13 | Herreneinzel | 1     | Anders Boesen, Holte                                  |
| 1987/1988 | Dänemark: Einzelmeisterschaften der Junioren U13 | Mixed        | 1     | Anders Boesen, Holte / Michelle Rasmussen, Nykøbing F |
| 1989/1990 | Dänemark: Einzelmeisterschaften der Junioren U15 | Herreneinzel | 1     | Anders Boesen, Holte                                  |
| 1991/1992 | Dänemark: Einzelmeisterschaften der Junioren U17 | Herreneinzel | 1     | Anders Boesen, Søllerød                               |
| 1995      | Hungarian International                          | Herreneinzel | 1     | Anders Boesen                                         |
| 1995      | Czech International                              | Herreneinzel | 2     | Anders Boesen                                         |
| 2000      | Taiwan Open                                      | Herreneinzel | 5     | Anders Boesen                                         |
| 2001      | Japan Open                                       | Herreneinzel | 5     | Anders Boesen                                         |
| 2002      | Europameisterschaft                              | Herreneinzel | 3     | Anders Boesen                                         |
| 2003      | Swiss Open                                       | Herreneinzel | 2     | Anders Boesen                                         |
| 2004      | Europameisterschaft                              | Herreneinzel | 3     | Anders Boesen                                         |
| 2005      | Belgian International                            | Herreneinzel | 1     | Anders Boesen                                         |